# NGC 6712
NGC 6712 je kulová hvězdokupa v souhvězdí Štítu vzdálená od Země 22 500 světelných let.
Hvězdokupa obsahuje zhruba 1 milion hvězd.

## Pozorování
Hvězdokupa leží ve východní části souhvězdí, necelé tři stupně východně od hvězdy δ Sct. Ve větších triedrech je viditelná jako drobná kulatá mlhavá skvrnka, ale její nejjasnější hvězdy jsou 13. magnitudy, takže alespoň částečně rozložitelná je až v dalekohledech většího průměru.
2° jihozápadně leží otevřená hvězdokupa Messier 26 a 2,5° severně leží jasná a bohatá otevřená hvězdokupa Messier 11.

## Historie pozorování
Jako první ji pravděpodobně objevil Guillaume Le Gentil 9. července 1749, když pozoroval hvězdná oblaka Mléčné dráhy v souhvězdí Orla. Popsal ji jako "opravdovou mlhovinu", na rozdíl od otevřené hvězdokupy Messier 11. William Herschel ji nezávisle spoluobjevil 16. června 1784 a zapsal ji do svého katalogu pod označením H I.47. Nejprve ji zatřídil jako kulatou mlhovinu. Jeho syn John byl prvním, kdo ji popsal jako kulovou hvězdokupu, během svého pozorování kolem roku 1830.